# هارت کرین
هارولد هارت کرِین (به انگلیسی: Harold Hart Crane) (۲۱ ژوئیهٔ ۱۸۹۹ — ۲۷ آوریل ۱۹۳۲) شاعر آمریکایی بود. برخی از شعرهای او در میان بهترین نمونه‌های شعر آمریکایی قرن بیستم جای دارند. مهم‌ترین اثر او کتاب شعر «پل» (۱۹۳۰) بود.

## زندگی‌نامه
هارت کرین در کلیولند، اوهایو بزرگ شد. در کودکی شاهد مشاجرات والدینش بود. ۱۷ ساله بود که پدر و مادرش از یکدیگر طلاق گرفتند. او شغل‌های گوناگونی را نیویورک و کلیولند تجربه نمود. در سال ۱۹۲۳ زمانی که شعرهایش در مجله‌های کوچک چاپ شدند در نیویورک ساکن شد. جنب و جوش زندگی شهری بر کرین و شعرهایش اثر گذاشت.
نخستین کتابش به نام «ساختمان‌های سفید» در ۱۹۲۶ منتشر شد. این کتاب شامل شعر بلند او، «برای ازدواج فاستوس و هلن» است که در پاسخ به سرزمین بی‌حاصل تی. اس. الیوت سروده شده است. با کمک مالی پدرش و اوتو اچ. کان کتاب «پل» را تکمیل کرد. شعری طولانی که با الهام از پل بروکلین سروده شده و شامل ۱۵ قسمت بود. کرین پس از آن با دریافت بورس تحصیلی به مکزیکو سیتی رفت. او همچنان به سرودن ادامه داد. در ۱۹۳۲ شعر «برج شکسته» را سرود. کمی بعد در راه بازگشت از مکزیک به آمریکا خود را از قایق به دریا انداخت و اینچنین به زندگی‌اش پایان داد.
دو مجموعه از شعرهایش در سال‌های ۱۹۳۳ و ۱۹۶۶ منتشر شدند.